# Velora ciliata
Velora ciliata är en skalbaggsart som beskrevs av Stefan von Breuning 1939. Velora ciliata ingår i släktet Velora och familjen långhorningar. Inga underarter finns listade i Catalogue of Life.